# 英西戦争 (1585年-1604年)
英西戦争（えいせいせんそう、英語: Anglo-Spanish War、スペイン語: Guerra anglo-española、1585年 - 1604年）は、ハプスブルク朝スペイン王国とイングランド王国との間で発生した、正式な宣戦布告なき断続的な紛争である。戦争は1585年のイングランドのネーデルラント派兵に始まり、その後の広範囲に分散した諸戦闘に区切られる。
イングランドは1587年のカディス港襲撃や1588年のアルマダの海戦で勝利したが、1589年にア・コルーニャやリスボンで撃退された遠征（イングランド無敵艦隊）によって主導権を失ってしまう。スペインは更に2回の無敵艦隊を派遣したが、悪天候のために頓挫している。
アルマダの海戦の敗北から10年でスペインは海軍を強化し、その後は新大陸からの貴金属輸送の護衛に成功している。イングランドはその後の戦いのほとんどに敗北しているが、世紀の転換期のブルターニュやアイルランドでの戦役で戦争は膠着状態に陥った。
戦争は、スペイン国王フェリペ3世と新たにイングランド国王になったジェームズ1世の代表団の話し合いによる、1604年のロンドン条約で終結した。スペインとイングランドは各々アイルランドとスペイン領ネーデルラントへの軍事介入を止め、イングランドは外洋上での海賊行為を放棄することで合意した。両国は各々の目的の幾つかを達成したものの、戦争によって両国は財政難に陥った。

## 背景

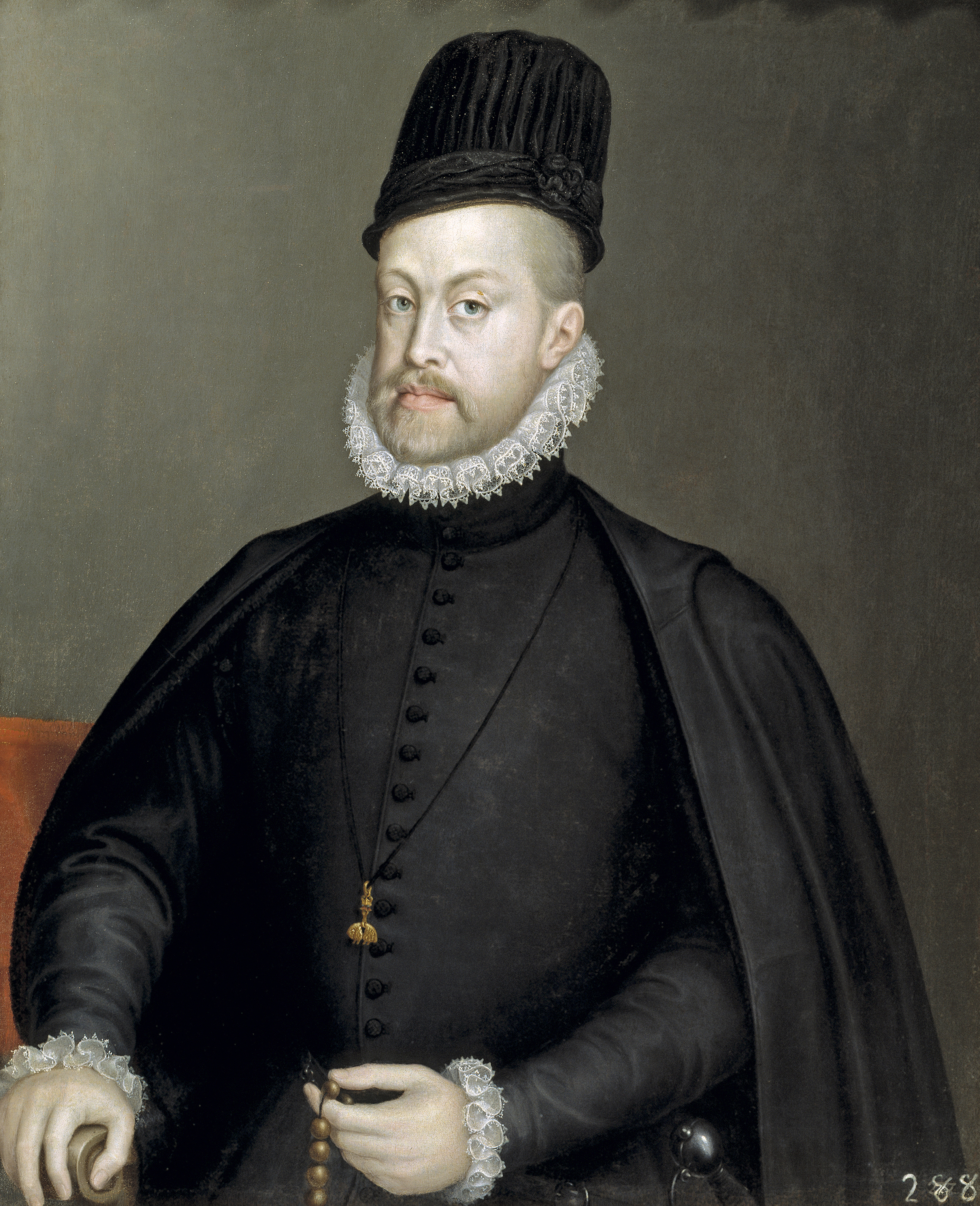
フェリペ2世

1560年代、カトリック教会の擁護者スペイン国王フェリペ2世は宗教および商業上の理由により、イングランドの政策と対立していた。カトリックから正統なイングランド女王として認められていないプロテスタントのエリザベス1世はイングランド国教会の宗教儀式を必須とし、カトリックのミサを挙げたり、出席する者を投獄して罰していたため、カトリックを敵に回していた。加えて、イングランドはネーデルラントのプロテスタントを援助するようになり、次第にスペイン政府と敵対するようにもなっている。
フェリペとカトリック教会は、テューダー家の血を引くカトリックのスコットランド女王メアリーこそが正統なイングランド君主であると考えていた。1567年にスコットランドで反乱が起き、メアリーは幽閉されて幼い息子のジェームズへの譲位を強いられた。その後、メアリーはイングランドへ逃亡し、エリザベスは彼女を幽閉した。続く約20年間、エリザベスやジェームズの敵たちは、メアリーをいずれかの国もしくは両国の王位に就けようと陰謀を続けている。
スパニッシュ・メイン（カリブ海沿岸地域）や大西洋でのイングランド私掠船の活動（スペインにとっては海賊）は、スペイン王室の収入に甚大な打撃を与えていた。ジョン・ホーキンスによって1562年より始められたイングランドの大西洋奴隷貿易は（西インド諸島のスペイン植民地との貿易はスペイン政府から密輸であると抗議を受けているにもかかわらず）エリザベスの支持を受けている。

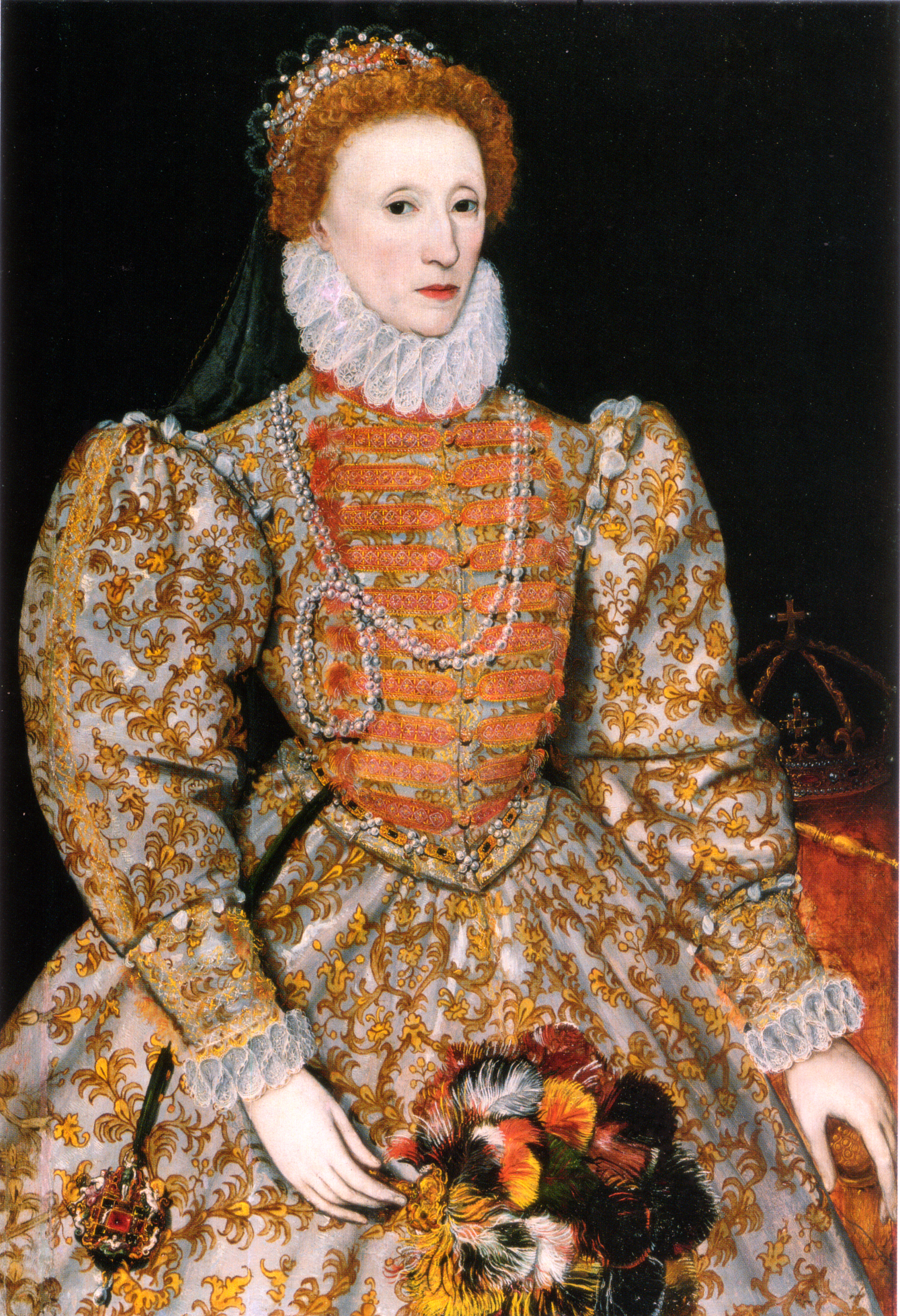
エリザベス1世

1568年9月、ホーキンスとフランシス・ドレークの率いる奴隷狩り遠征隊が、メキシコのベラクルス近くのサン・フアン・デ・ウルア (en) でスペインの奇襲を受け、数隻の船が沈められた。この交戦によって英西関係が悪化し、そして翌年にはスペインがネーデルラント駐留軍の補給のために派遣した数隻の財宝船を、イングランドが抑留している。ドレークとホーキンズ、そしてその他の私掠船は、大西洋におけるスペインの独占を打破するための海賊行為を激化させた。
1577年に世界一周航海に出発したドレークは、新大陸のスペイン領を略奪して1580年に帰還し、イングランドに莫大な富をもたらしたが、一方でスペインを激怒させている。
プロテスタント信条を自らの生き残りのための核心であると考えるエリザベスは、フランス宗教戦争（ユグノー戦争）やスペインに敵対するオランダ人の反乱（八十年戦争）のプロテスタント軍に援助を与えた。一方、フェリペ2世はプロテスタントの拡大に激しく反対しており、フランスのカトリック同盟やアイルランドの第二次デズモンドの乱 (en) （1579年から1583年まで続いたアイルランド・カトリックの反乱）を支援していた。
1584年にオランダ人反乱軍を支援していたアンジュー公フランソワ（フランス国王アンリ3世の弟）が死去し、続いて反乱軍の指導者であるオラニエ公ウィレム1世が暗殺され、反乱軍は大きな打撃を受けた。ネーデルラント総督パルマ公アレッサンドロ・ファルネーゼの侵攻によってネーデルラント諸都市が陥落し、エリザベスは対応を迫られた。
1585年8月20日、エリザベスはオランダ人とノンサッチ条約 (en) を締結し、兵員、軍馬そして援助金を与えることで合意した。フェリペ2世はこれを自らに対する宣戦布告であると受け取る。

## イングランドのネーデルラント介入

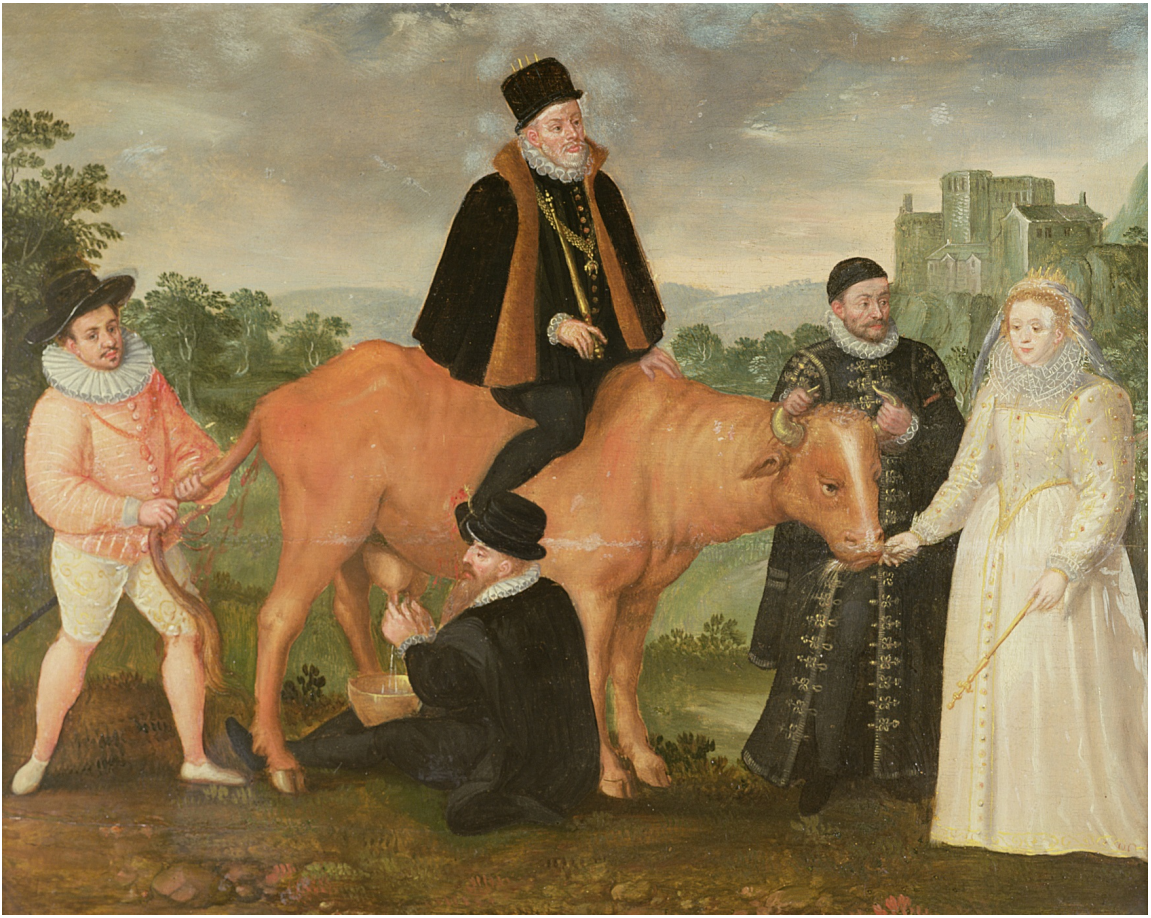
『オランダの雌牛を飼育するエリザベス』
ネーデルランド派兵の風刺画。作者不明。

イングランドは、スペインからの独立を宣言したプロテスタントのネーデルラント連邦共和国の側に立って八十年戦争に参戦した。イングランドのネーデルラント派遣軍は、エリザベスの寵臣レスター伯に率いられた。
当初からエリザベスは、この戦争を本気で支持はしていなかった。彼女の戦略は、表面的にはオランダ人をイングランド軍で支援しつつ、レスター伯がネーデルラントに到着したその日から秘密裏にスペインと交渉することであった。これはネーデルラントで戦うことを期待され、また自らも望んでいたレスター伯の意向と対立するものであった。一方でエリザベスは彼に「敵との決定的な対戦をいかにしても避けよ」と求めている。彼はスターテン・ヘネラール（オランダ議会）から総督の地位を受け、エリザベスを激怒させていた。エリザベスはこれを、それまで彼女が拒否していたネーデルラントにおけるオランダ人の主権を認めさせようとする策略であると見ていた。
総督就任を認めず、「私によって引き立てられ、誰よりも寵愛した男が、命令に背いて私の名誉を汚した」とレスター伯を激しく非難したエリザベスの「命令」（commandment）は、レスター伯が臨席するスターテン・ヘネラールで彼女の使者によって読み上げられた。この公の場での女王の総代官に与えられた恥辱と、彼女がスペインと秘密交渉を続けていたことにより、オランダにおける彼の立場を取り返しがつかないほどに弱めてしまった。
軍事行動は、エリザベスが飢えた兵士へ約束していた資金送付を繰り返し拒否したことにより、ひどく妨げられた。イングランド軍と反乱軍は劣勢に陥り、ネーデルランド諸都市が次々とスペイン軍の手に落ちた。戦争への彼女のやる気のなさとレスター伯自身の軍事的・政治的指導力の不足、そしてオランダ政治の党派分裂と混乱した状況が、戦役の失敗の原因であった。結局、レスター伯は1587年11月に召喚され、ジョン・ノリス (en) と交代した。

## スペイン無敵艦隊

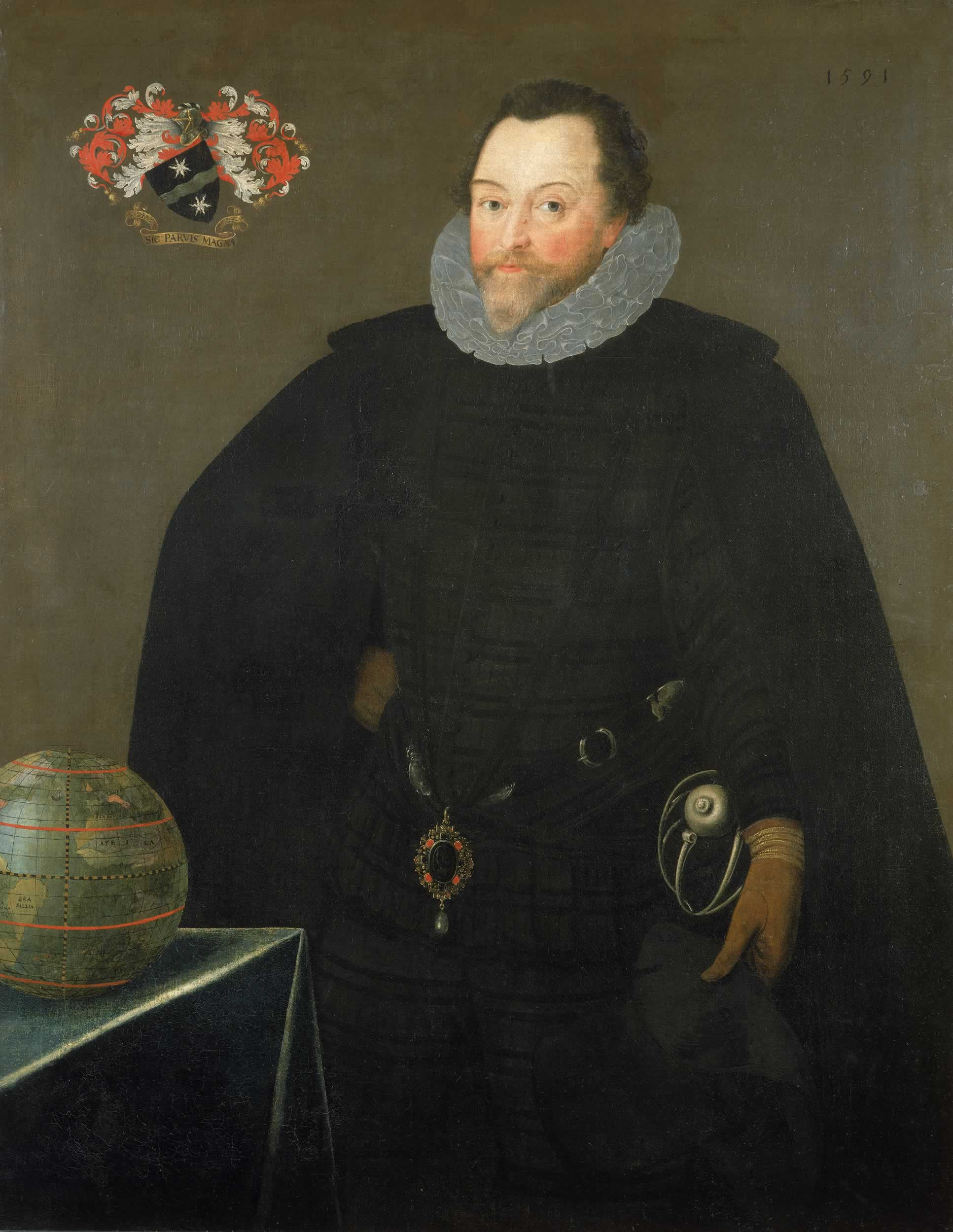
フランシス・ドレーク

1586年、西インド諸島へ航海したドレークは、サントドミンゴ、カルタヘナそしてフロリダのセントオーガスティンなどを襲撃掠奪した。

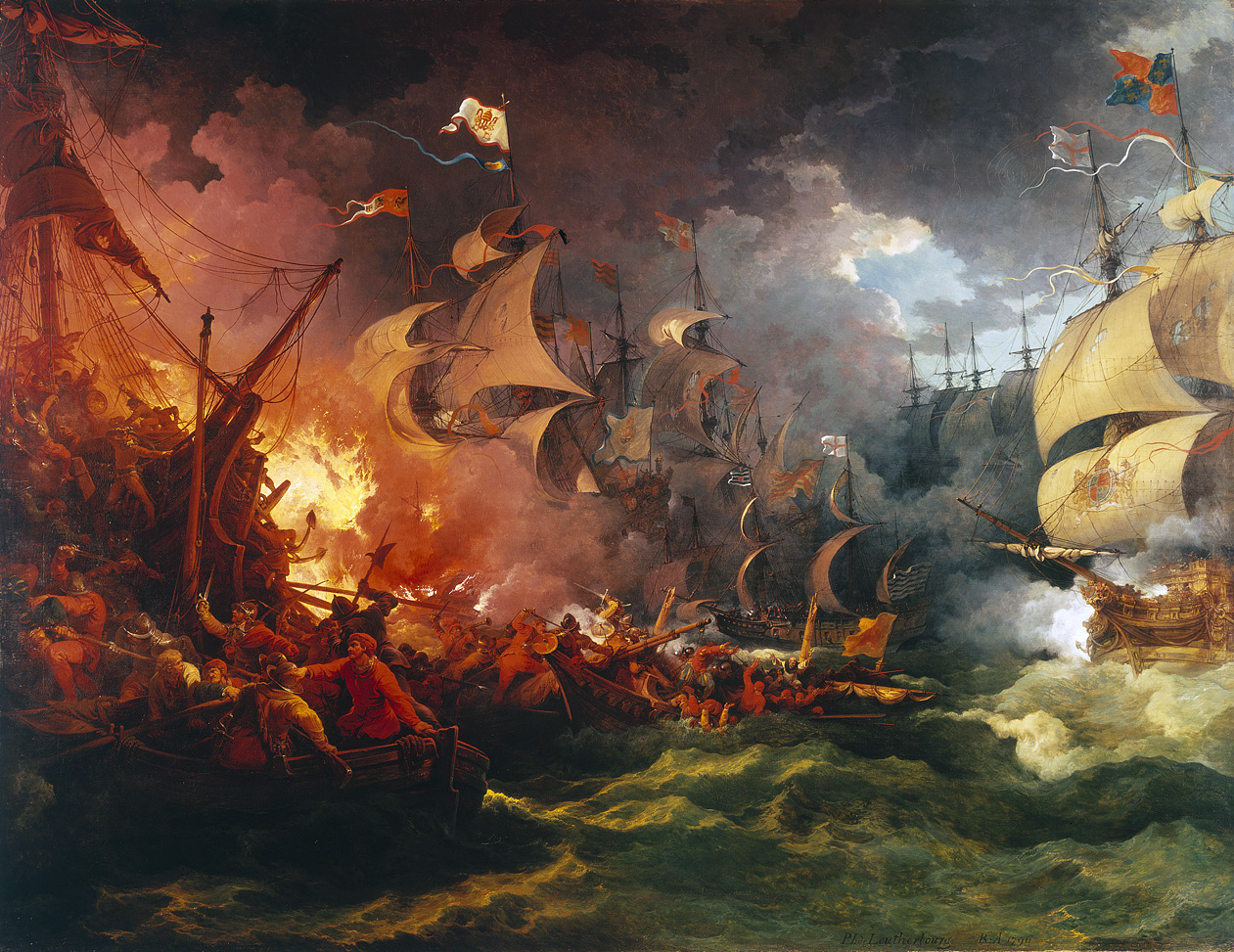
『スペイン無敵艦隊の敗北』フィリップ・ジェイムズ・ド・ラウザーバーグ画。

1587年2月8日に前スコットランド女王メアリーが処刑された。この事件はカトリックを憤慨させ、そしてメアリーのイングランド王位請求権は（彼女自身の意思により）フェリペ2世に委ねられた。メアリー処刑の報復のためにフェリペは、イングランド征服と、その王位にカトリック王家を就けることを誓った。フェリペ2世はイングランド侵攻を計画したが、4月19日にドレークの艦隊がカディス港を襲撃して、スペイン船5隻を焼き、30隻を鹵獲したため妨げられてしまう。この事件は「スペイン国王の髭焦がし」 (Singeing the King of Spain's Beard) と呼ばれる。
7月29日、フェリペは教皇からエリザベスを打倒し（エリザベスは教皇ピウス5世によって破門されている）、彼が選ぶ者をイングランド王位に就ける許可を受けた。教皇シクストゥス5世は、この事業の財源として十字軍税の徴収を認めている。シクストゥス5世は、スペイン軍がイングランド本土に到着した際の更なる特別補助金も約束した。
フェリペ2世はイングランド侵攻のために約130隻の船（ガレオン船65隻、補給船54隻、ガレー船8隻）、8,000の兵士そして18,000の水夫を集めた。この艦隊はスペイン人からは「最高の祝福を受けた大いなる艦隊」（Grande y Felicísima Armada）と呼ばれ、イングランド人は「無敵艦隊」（Armada Invencible）と呼び、後者の呼称が広く知られている。メディナ＝シドニア公が総司令官に就任したが、彼は海戦経験皆無の人物だった。対するイングランドは王室所属の軍艦34隻と武装商船や私掠船をかき集めて、合計197隻を揃えた。艦隊司令官にはチャールズ・ハワード卿 (en) 、副司令官にはドレークが就任した。
1588年5月にリスボン港を出帆した無敵艦隊は、イングランド侵攻のためのパルマ公率いる陸軍を乗船させるべくネーデルラントへ向かった。しかし、英仏海峡に入った無敵艦隊は、イングランド海軍の攻撃を繰り返し受け、そしてカレー沖での火船攻撃を受けて混乱状態に陥り、続く8月8日のグラヴリンヌ海戦での敗北により、作戦続行を断念して北海方向へ退避した。無敵艦隊は本国へ帰還すべくスコットランド沖を航行したが、ここで悪天候によって甚大な被害を蒙ってしまう。スペインに帰り着いた船は約半数の67隻で、さらにその半数が使用不能な状態になっていた。
無敵艦隊の撃退は海上戦闘に革命をもたらし、イングランドの水夫たちに貴重な航海の経験を与えた。加えて、イングランド人はスペインに対する私掠行為を継続し、そしてネーデルラントとフランスにおけるフェリペ2世の敵たちに増援を送り込み続けることができた。プロテスタントは無敵艦隊の敗北を、神が彼らの信条を助けている証であると理解した。(神は風を起こし、そして彼らは追い散らされた参照)

## イングランド無敵艦隊

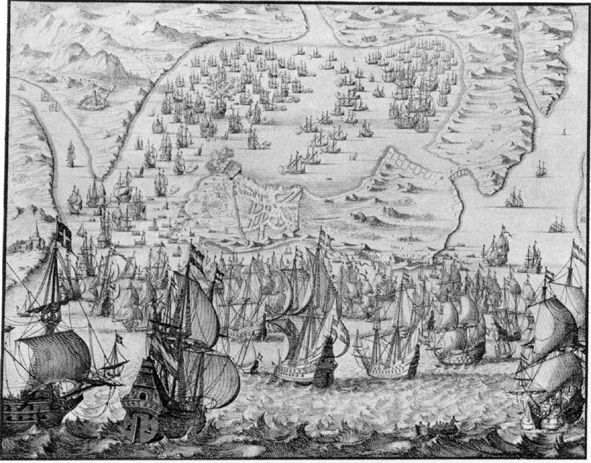
エセックス伯に率いられた英蘭艦隊のカディス攻撃

アルマダの海戦は決定的な戦いではなく、「プロテスタントの風」は戦争を終わらせもしなかった。1589年、ドレークとジョン・ノリス率いる艦隊がスペイン北部のサンタンデールやア・コルーニャ、サン・セバスティアンで修復中の無敵艦隊の生き残りを殲滅すべく派遣された。この遠征はまたスペイン財宝船団の鹵獲、そしてポルトガル王位継承権を主張するアントニオを擁して、1580年以来フェリペ2世の統治下にあるポルトガルからスペイン勢力を駆逐することも目的としていた。この遠征が目標を達成すればスペインは和平を乞うはずだったが、組織力の欠如と過度の慎重さにより、侵攻軍は甚大な被害を出して撃退され、リスボン攻略に失敗した。遠征軍には疫病が蔓延し、最後にはアゾレス諸島に向かったドレークの分遣隊が嵐のために散りぢりになってしまう。結局、エリザベスは遠征軍の財源を賄おうと複数の目標を強要し、逆に国庫に多大な損失を蒙る結果となってしまった。
小康期間にスペインは海軍の修復と再編をなした。艦隊の誇りは12隻の巨大な新型ガレオン船からなる「十二使徒（Twelve Apostles）」であり、海軍は1588年のものよりも遥かに強力になった。1590年代の洗練された護送船団方式と向上した情報網はイングランドの海賊行為を頓挫させた。これは1590年代初めのマーティン・フロビッシャーとジョン・ホーキンス、カンバーランド伯の遠征隊の失敗や、1591年のアゾレス諸島近くで財宝船団を襲撃したエフィンガム率いるイングランド艦隊の撃退に最も良く現れている。勇敢な船長リチャード・グレンビルが最後まで奮戦し、イングランド軍旗艦リベンジ号が捕獲されたのはこの戦いの際である。1590年代を通じて、護送船団は1580年代の3倍の黄金や銀をスペインへ輸送している。
イングランドは1595年から1596年にプエルトリコ、パナマなどスパニッシュ・メインに海軍遠征隊を派遣したが、多くの兵員と船を失う手痛い敗北を喫し、ドレークとホーキンスもこの際に病没した。また、1595年には英仏海峡を哨戒していたカルロス・アメスキンタが西イングランドのコーンウォールに兵を上陸させた。アメスキンタは軍需品を鹵獲し、ペンザンスとその周辺の村々を焼き払い、ミサを開き敵と遭遇する前に立ち去っている。
1596年6月、チャールズ・ハワード卿とエリザベスの寵臣エセックス伯が率いる英蘭遠征軍がカディス港襲撃に成功し、スペイン船100隻以上を破壊し、町を破壊した。だが、スペイン軍司令官は港湾内の財宝船を焼き払う余裕を得て、金貨1,200万ダカットが沈められた。これは後にスペインによって引き揚げられており、襲撃者には何ら得る物がなかった。

## フランスとアイルランド
宗教戦争（ユグノー戦争）の最中にあったフランスでは、1589年8月にアンリ3世が暗殺されてヴァロワ朝が断絶し、プロテスタント陣営の盟主であったナバラ国王アンリが王位を継承した（アンリ4世）。スペインの支援を受けたカトリック同盟はこれに強く反対しており、エリザベスはアンリ4世を支援すべくウィラビー男爵 (en) 率いる兵4,000をフランスへ派遣した。
スペインは大規模なテルシオをブルターニュに上陸させてイングランド軍を駆逐した（英仏軍はブレストは辛うじて保持している）。ノルマンディーが新たな戦線となり、そして海峡を越える侵攻のもうひとつの拠点となった。1596年にスペインがカレーを奪取したため、エリザベスは更に兵2,000をフランスへ送った。戦闘は1598年まで続き、この年にフランスとスペインはヴェルヴァン条約 (en) を締結し、ユグノー戦争とスペインの介入は終わった。
イングランドは1597年のアゾレス諸島への遠征 (en) で更なる敗北を喫している。スペインはダンケルク私掠船（Dunkirkers (en) ：スペインに雇われた海賊）を用いて、英蘭船舶の損害を増大させ、更なる打撃を与えた。
1595年、アルスターの族長ヒュー・オニールとロウ・ヒュー・オドンネル (en) がイングランドの支配に対して武装蜂起してアイルランド九年戦争 (en) が勃発し、イングランドのオランダ人反乱軍支援と同じようにスペインが断続的に支援している。
イングランドがアイルランドの反乱を鎮圧すべく戦っている最中に、スペインは更なる無敵艦隊の派遣を企てた。1596年10月に出帆した艦隊はスペイン北部で嵐に遭って大損害を出し、2度目の艦隊は1597年に派遣され、イングランド沿岸まで気付かれずに近づいたが、悪天候によって頓挫している。フェリペ2世は1598年に死去し、後継者のフェリペ3世は戦争を継続したが、積極性を欠いていた。
1601年末に最後の無敵艦隊が北方へ派遣された。この時は、反乱軍を支援するために南アイルランドに兵を上陸させる限定的な遠征だった。キンセール市 (en) に入城したスペイン軍兵3,000は、すぐさまイングランド軍に包囲された。程なく同盟アイルランド軍が到着して包囲軍を逆包囲したが、反乱軍の連携は貧弱で、キンセールの戦い (en) はイングランド軍の勝利に終わった。スペイン軍はイングランド軍の輸送を妨げる拠点としてキンセールを保持するよりも、降伏を受け入れて帰国してしまった。一方、反乱軍は戦いを続け、エリザベスが死去した直後の1603年4月2日にようやく降伏した。

## 講和

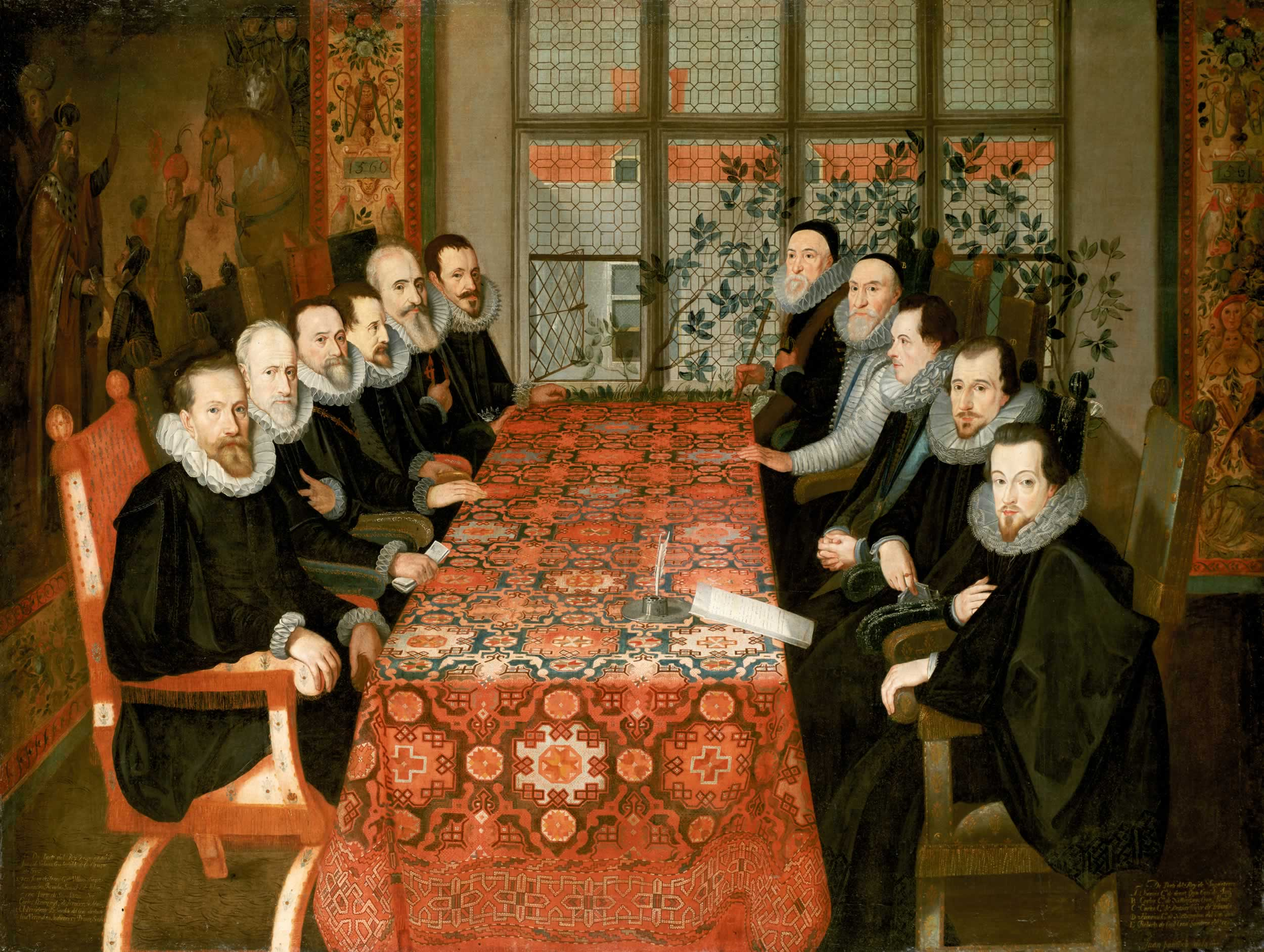
イングランドとスペインの外交官によるサマセット・ハウスでの会議

1603年3月にジェームズ1世がイングランド国王に即位すると、最初の仕事としてスペイン国王フェリペ3世との和平交渉を命じ、1604年8月18日にロンドン条約が締結された。
条約の条項はスペインに有利な内容で、イングランドは1585年のノンサッチ条約以来のオランダ人の反乱への支援とスペインの海上交易への攻撃を止めるよう決められた。同時に、条約はイングランドにおけるカトリック再建を望まないことをスペインに承認させた。条約締結後、両国の和平は1625年のイングランド軍によるカディス遠征まで保たれた。

## 影響
スペインは急速に拡大する植民地交易の防衛に成功し、これによって財政危機を持ち堪えた。一方、スペインからの軍需品の支援によってアイルランドでの戦争は長引き、イングランドの交易路は攻撃され、戦争はイングランドにとって泥沼の消耗戦と化していた。北アメリカへのイングランド人の移住はステュアート朝初期まで遅れることになる。これによって、スペインは新世界領域の支配を固めることができた。
スペインはイングランドがスペインの要求のほとんどを受け入れるまで、イングランドの植民地建設のための大西洋の海上交通路を効果的に妨害しえた。その上、スペインによるカトリック同盟の支援はフランス国王アンリ4世にカトリックへの改宗を余儀なくさせ、フランスをカトリックに留まらせることができた（対抗宗教改革の優先目的であったことが判明）。
しかしイングランドもまた、プロテスタント改革の防衛、アイルランドの保持、そして、オランダ人への支援によって（イングランドにとって脅威となる）スペインによる完全なネーデルラント再征服の回避など、戦争目的の幾つかを達成している。そして、アンリ4世への支援によりフランスとの友好関係が保たれ、これは第2次百年戦争まで続くことになる。